# Narthecium americanum
Narthecium americanum là một loài thực vật có hoa trong họ Nartheciaceae. Loài này được Ker Gawl. mô tả khoa học đầu tiên năm 1812.